# Francielle
Francielle Manoel Alberto (São Paulo, 18 de outubro de 1989) é uma futebolista brasileira que atua como meia. Atualmente, joga pelo Avaldsnes IL, da Noruega.

## Carreira
Suas origens no esporte estão ligadas ao futsal e à cidade de Itanhaém, litoral sul de São Paulo, onde começou a jogar aos sete anos de idade.
Defendeu o Santos desde as divisões de base e é o único em que jogou até hoje, no Brasil. Já recebeu propostas de transferência para jogar nos Estados Unidos e na Inglaterra, mas não as considerou vantajosas e optou por continuar no Brasil. Considera Kaká, ex-atleta do Real Madrid, a grande referência do futebol mundial.

## Vida pessoal
Francielle conheceu a jogadora de futebol Andressa Alves em 2012 e casou-se com ela em 2020.

## Títulos
Seleção Itanhaense
- Jogos Abertos do Interior de 2002

Seleção Brasileira Sub-20
- Sul-Americano Sub-20 de 2006
- Sul-Americano Sub-20 de 2008

Santos
- Copa Mercosul de 2006
- Jogos Regionais de 2006
- Campeonato Paulista: 2007, 2010
- Liga Nacional de 2007

Seleção Santista
- Campeã dos Jogos Regionais de 2007

Corinthians/Audax
- Jogos Regionais de 2016
- Copa do Brasil de 2016

#### Campanhas de destaque
Seleção Brasileira Sub-20
- Copa do Mundo: medalha de bronze

Selação Brasileira
- Jogos Olímpicos de Pequim 2008: medalha de prata[1]
- Jogos Pan-Americanos de Guadalajara 2011: medalha de prata